# Famille Richard de Soultrait
La famille Richard de Soultrait est une famille subsistante de la noblesse française, originaire du Comtat Venaissin, puis établie au XVIIe siècle dans le Nivernais. Elle a été anoblie par charge à la chambre des comptes de Dole (1745-1748).

## Histoire
La famille Richard est originaire de Valréas, au Comtat Venaissin où ses membres ont occupé des fonctions de consuls de la ville. Agrégée à la noblesse du Comtat Venaissin au XVe siècle, elle est anoblie par charge à la chambre des comptes de Dole (1745-1748).
Elle a donné les deux branches de Lisle et de Soultrait. La branche subsistante de Soultrait commença à s'établir à partir de 1648 dans le Nivernais où elle acquit les terres de Soultrait, de l'Isle-de-Mars, de Chamvé et de Magny.
La famille Richard de Soultrait a donné plusieurs officiers aux armées royales. Jean Baptiste Charles Richard (né en 1732), seigneur de Soultrait, fut mousquetaire de la garde du roi, puis capitaine au régiment des dragons de Condé, et chevalier de Saint-Louis.
Elle comparait à l'assemblée de la noblesse à Moulins en 1789.
Cette famille est membre de l'Association d'entraide de la noblesse française (ANF).

## Personnalités
- Georges Richard de Soultrait (1822-1888), haut fonctionnaire, homme politique, écrivain et historien régionaliste, auteur  d'ouvrages sur le département de la Nièvre[5], cofondateurs de la Société nivernaise des lettres, sciences et arts qu'il préside de 1886 à 1888 et membre de sociétés savantes.
- Gibus de Soultrait (né en 1957), surfeur, cofondateur et directeur de revues.
- Arthur de Soultrait, fondateur de Vicomte A.
- Xavier de Soultrait (né en 1988), motard au Paris-Dakar.  Il est vainqueur en catégorie SSV du Rallye Dakar 2024.
- Laurent de Soultrait (1904-1988), général de brigade.

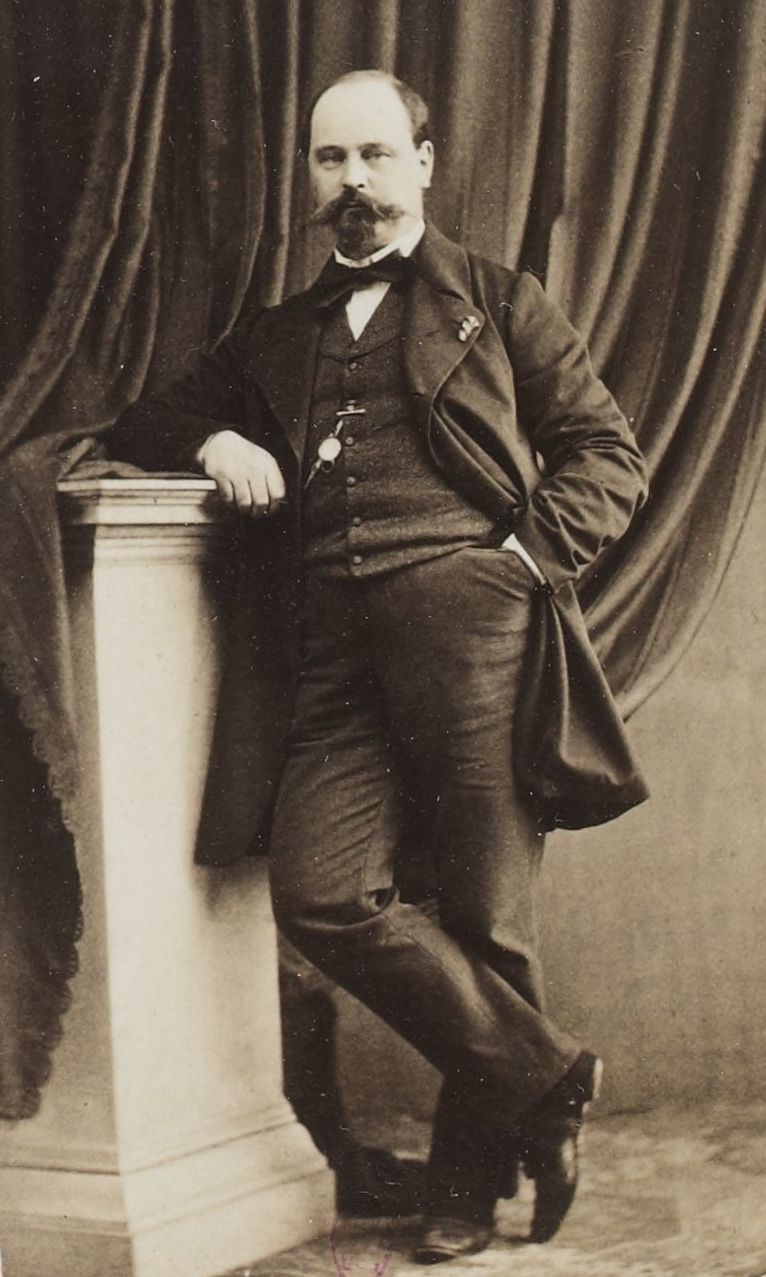
Georges Richard de Soultrait
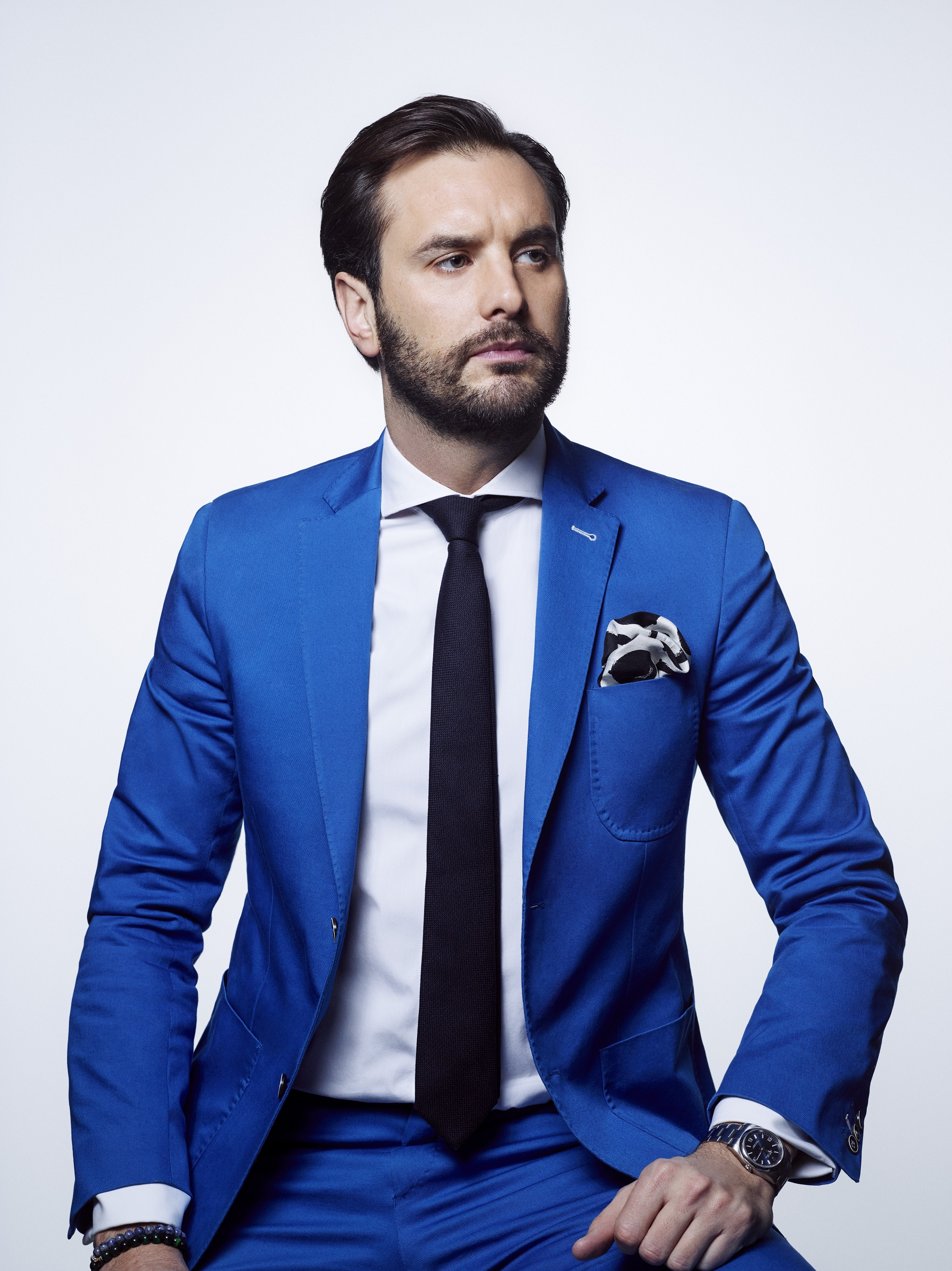
Arthur de Soultrait
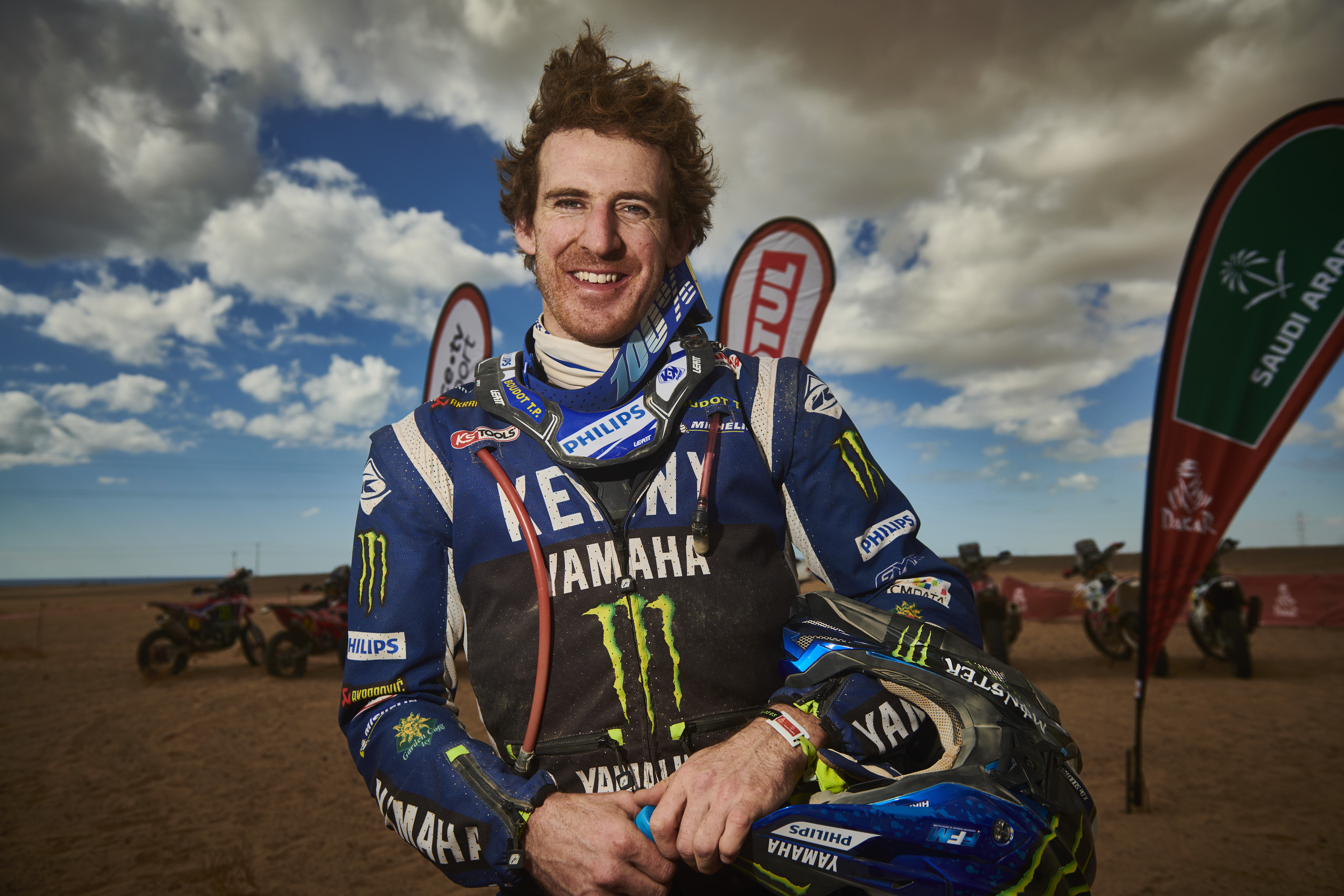
Xavier de Soultrait

## Titres

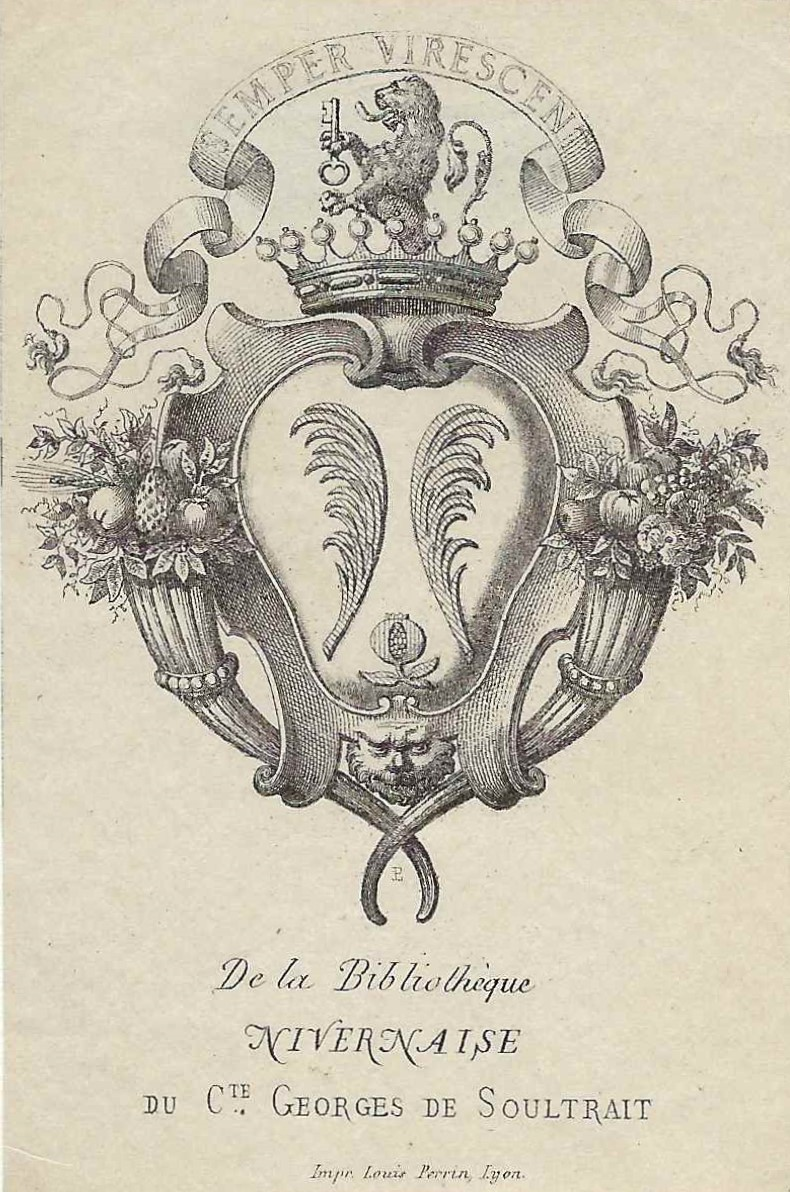
Ex-Libris de Georges Richard de Soultrait.

- Comte romain héréditaire le 2 août 1850 en faveur de Jacques-Hyacinthe-Georges Richard de Soultrait (1822-1883), conseiller général, trésorier-payeur général[6]
- Comte romain personnel le 28 septembre 1855 en faveur de Gaspard Antoine Samuel Richard de Soultrait (père du précédent), chef de bataillon[6].

## Armes
- D'argent à deux palmes adossées de sinople, accompagnées en pointe d'une grenade de gueule tigée et feuillée de sinople[2].
- Supports : Deux lions
- Cimier : Un lion issant d'un casque, tenant de sa patte dextre une clef d'argent

## Alliances
Les principales alliances de la branche Richard de Soultrait sont : du Gru du Bois (1648), Sallonier (1680), Le Bourgoing, de Prévost de La Croix (1792), Outrequin de Saint-Léger (1820), Le Jeans (1850), Gaillard de Saint Germain (1956), de Chabannes La Palice Tournon. 